# Prémio Gruber dos Direitos da Mulher
O Prémio Gruber dos Direitos da Mulher foi concedido entre 2003 e 2011, pela Fundação Gruber. Foi um dos cinco prémios internacionais da fundação atribuído anualmente a um indivíduo ou a uma organização cuja missão, contribuições ou feitos encorajaram o progresso, o melhoramento da condição humana ou obtiveram o nível de excelência em diferentes áreas sociais e científicas.
Criado pela organização americana sem fins lucrativos de Peter e Patricia Gruber, o Prémio dos Direitos da Mulher, no valor de 500 mil dólares, era atribuído como forma de premiar aqueles que promoviam os direitos das mulheres em qualquer parte do mundo, consciencializando o público sobre a necessidade da igualdade de género para alcançar um mundo justo. Os premiados eram seleccionados por um ilustre painel de especialistas e activistas internacionais em direitos das mulheres, através de nomeações recebidas de todo o mundo.

## Galardoados

#### 2003
- Navanethem Pillay : Juíza e activista pelos direitos humanos sul-africana, anteriormente juíza do Tribunal Penal Internacional e, de 2008 a 2014, desempenhou o cargo de Alto Comissário das Nações Unidas para os Direitos Humanos.
- Pro-Femmes Twese Hamwe : organização feminina de Ruanda, criada com o objectivo de reconstruir e reabilitar não só o papel da mulher na sociedade como o próprio país, após o Genocídio de Ruanda em 1994.[2]

#### 2004
- Sakena Yacoobi : professora, activista e fundadora do Instituto Afegão de Aprendizagem
- Instituto Afegão de Aprendizagem (Afghan Institute of Learning) : organização que tem por objectivo a melhoria da formação de professores a partir da inovação e a criação de escolas e centros de saúde e apoio a mulheres em zonas rurais, afectadas pela guerra ou em extrema pobreza.[3]

#### 2005
- Rede de Acção de Mulheres Xãs (Shan Women's Action Network) : organização de mulheres de etnia Xã, activa na Tailândia e no estado de Xã em Myanmar, com a missão de obter igualdade de género, justiça social e representação política.[4]
- Liga Feminina de Burma (Women's League of Burma) : organização comunitária em Myanmar, composta por mulheres de 13 diferentes etnias, religiões e de diferentes regiões que lutam pela reivindicação dos direitos da mulher, com especial ênfase no combate contra a sistemática violência sexual no país.[5]

#### 2006
- União Nacional de Mulheres Guatemaltecas (Unión Nacional de Mujeres Guatemaltecas) : organização feminina da Guatemala, unida para se mobilizar, denunciar e lutar contra a impunidade no sistema judicial em casos de violência doméstica, agressão sexual ou feminicídio.[6]
- Julie Su : advogada e co-fundadora da Sweatshop Watch, uma organização do estado da Califórnia, com o objectivo de eliminar o trabalho ilegal, forçado ou em condições sub-humanas em fábricas ou ateliers ilegais, chamados de sweatshops.[7]
- Cecilia Medina Quiroga : juíza chilena, membro do Conselho de Direitos Humanos das Nações Unidas e presidente da Corte Interamericana de Direitos Humanos.[8]

#### 2007
- Pinar Ilkkaracan, activista, editora e pesquisadora turca, doutorada em psicoterapia e ciência política .[9]
- Mulheres pelos Direitos Humanos das Mulheres - Novos Caminhos (Women for Women's Human Rights - New Ways) : organização não governamental da Turquia, com o objectivo de promover os direitos humanos e da mulher, a nível nacional, regional e internacional.[10]
- Coligação pelos Direitos Sexuais e Corporais nas Sociedades Muçulmanas (Coalition for Sexual and Bodily Rights in Muslim Societies) : organização activa em 16 países de maioria muçulmana , com o intuito de instruir a sociedade e promover os direitos sexuais, corporais, liberdade de escolha e autonomia de cada individuo, independentemente do seu género, idade, credo, cidadania, etnia, orientação sexual ou estado marital.[11]

#### 2008
- Yanar Mohammed : activista feminista iraquiana e co-fundadora da Organization of Women’s Freedom no Iraque.[12]
- Sapana Pradhan Malla : política e juíza nepalesa, reconhecida pelo seu trabalho em obter várias reformas legais que protegiam direitos fundamentais como o direito reprodutivo e o direito de propriedade para as mulheres no Nepal.
- Nadera Shalhoub-Kevorkian : professora, terapeuta e activista feminista israelita, reconhecida por combater a violência doméstica contra as mulheres palestinianas, assim como casos de crime de honra.

2009
- Leymah Gbowee : activista pacifista , líder do movimento Women of Liberia Mass Action for Peace e directora executiva da Women Peace and Security Network de África, cujo trabalho foi fundamental para se obter o fim da Segunda Guerra Civil da Libéria .
- Women's Legal Centre (WLC)  : centro jurídico sem fins lucrativos, com sede na África do Sul , com o objectivo de alcançar a igualdade para as mulheres, especialmente as mulheres negras.[13]

#### 2010
- O Centro de Direitos Reprodutivos (The Center for Reproductive Rights) e CLADEM - Comité da América Latina e do Caribe para a Defesa dos Direitos da Mulher (Comité de América Latina y El Caribe para la Defensa de los Derechos de la Mujer)  : duas organizações que defendem os direitos das mulheres por meio de litígios , reformas da lei e educação, ajudando a promover o desenvolvimento sexual das mulheres e os seus direitos reprodutivos.[14]

#### 2011
- AVEGA Agahozo  : organização fundada por sobreviventes do genocídio de Ruanda em 1994, com a missão de ajudar outros sobreviventes (principalmente viúvas), melhorando o acesso à saúde, oportunidades de moradia, educação, acesso profissional e defesa de direitos.